# Arnaud Willig
Pour les articles homonymes, voir Willig.
Arnaud Willig, né le 27 mai 1985 à Rosny-sous-Bois, est un gymnaste artistique français.
Il met un terme à sa carrière en juillet 2016.

## Palmarès

### Jeux méditerranéens
- Mersin 2013
  -  Médaille de bronze par équipe.

- Almeria 2005
  -  Médaille d'argent au concours général individuel.
  -  Médaille d'argent à la barre fixe.
  -  Médaille de bronze par équipe.

### Championnats de France
- Champion de France du concours général individuel en 2013
- Champion de France de la barre fixe en 2013